# تحميص (علم الفلزات)

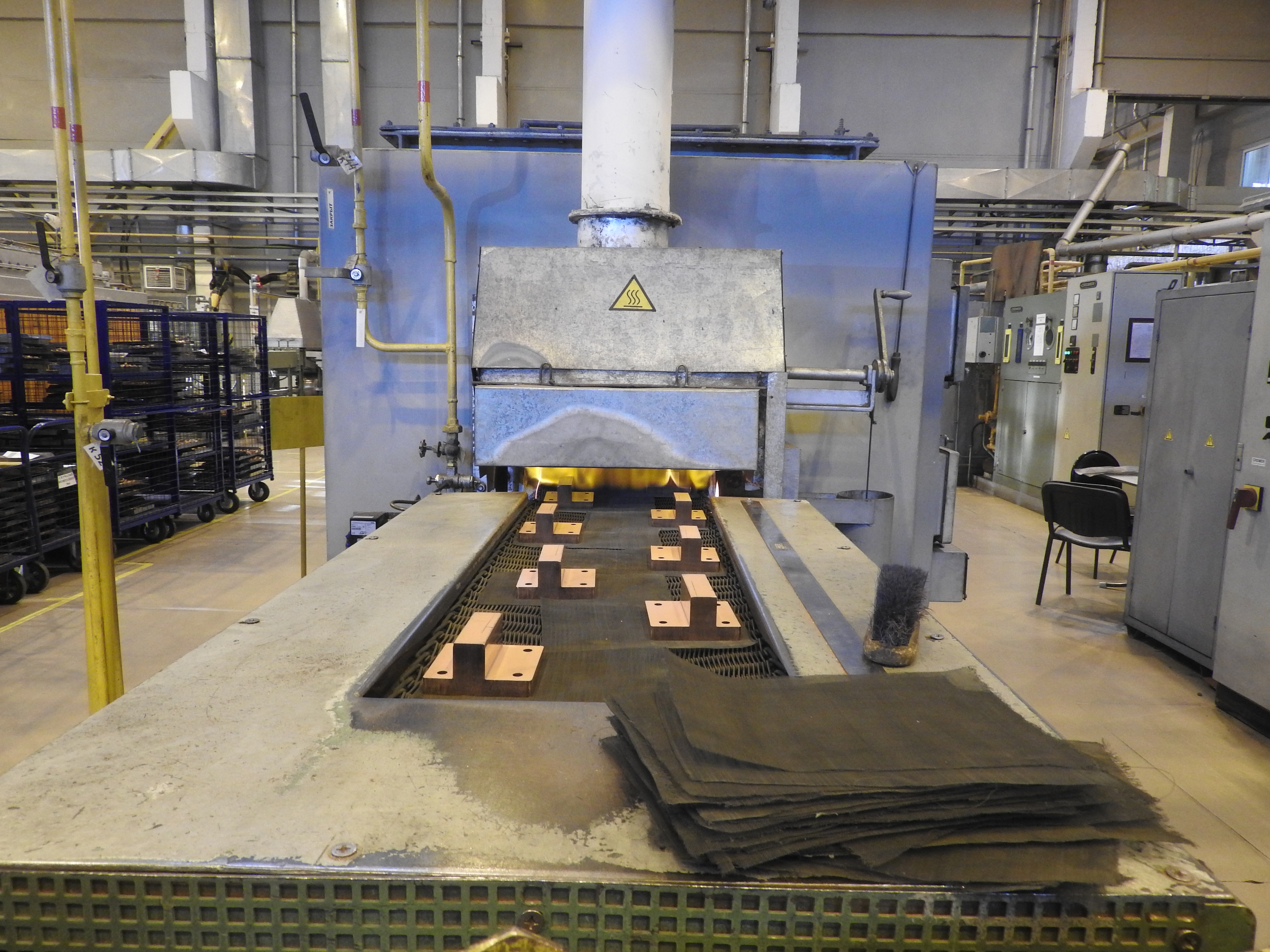

التحميص  في مجال علم الفلزات هو نوع من أنواع المعالجات الحرارية للفلزات بتعريضها إلى درجات حرارة مرتفعة بوجود كمية كافية من أكسجين الهواء.
الهدف من تحميص الخامات هو التخلص من الشوائب أو التقليل منها قدر الإمكان قبل عملية التنقية النهائية، خاصة عندما يكون الفلز المراد استخلاصه ذو درجة انصهار مرتفعة، أو عندما تتفكك الشوائب حرارياً وتطلق الغازات المرافقة. تعد عملية التحميص أحد مسببات تلوث الهواء.